# Agatha Christie: Blausäure
Agatha Christie: Blausäure ist ein britischer Fernseh-Kriminalfilm nach dem Roman Blausäure (Originaltitel: Sparkling Cyanide) von Agatha Christie. Die Handlung des Romans wurde teils abgeändert und vom Jahr 1945 in die Entstehungszeit des Films verlegt.

## Handlung
Der reiche Geschäftsmann und Fußballclub-Besitzer George Barton feiert in einem noblen Londoner Nachtlokal einen Sieg seiner Mannschaft. Als man mit Champagner anstößt, fällt seine junge Ehefrau Rosemary beim ersten Schluck tot zusammen. Später stellt sich eine Vergiftung mit Blausäure heraus. Da auch ein hochrangiges Regierungsmitglied, der Minister Stephen Farraday, sowie dessen Ehefrau, die Richterin Alexandra Farraday, am Tisch saßen, übernimmt der Geheimdienst anstelle der Polizei die Ermittlungen. Colonel Geoffrey Reece und seine Frau, Dr. Catherine Kendall, untersuchen den Fall. Nach außen – auch gegenüber der eigenen Tochter und dem kleinen Enkelsohn – erscheinen sie als normales Rentnerehepaar und verschweigen ihre Agententätigkeit.
Reece und Kendall finden heraus, dass Rosemary eine Affäre mit Stephen Farraday hatte. Rosemary war schwanger, hat aber wenige Wochen vor ihrem Mord eine Abtreibung vornehmen lassen. Stephen glaubt, dass George sie dazu gedrängt und sie vielleicht auch ermordet habe. Als er George mit diesem Verdacht konfrontiert, geht dieser mit dem Wissen um die Affäre an die Öffentlichkeit, wodurch nicht nur Stephens politische Karriere, sondern auch seine Ehe schweren Schaden nimmt.
Reece und Kendall untersuchen auch das familiäre Umfeld von Rosemary: Nach dem Tod ihrer Eltern wuchs sie zusammen mit ihrer Schwester Iris bei ihrer Tante Lucilla und ihrem Cousin Mark auf. Iris hätte, da sie als nächste Verwandte Rosemarys Erbin ist, ebenfalls ein Mordmotiv. Sie war bei Rosemarys Tod anwesend, genau wie Fizz, ihr Geliebter und Star-Spieler aus Georges Fußballmannschaft, nicht aber Lucilla oder Mark. Dieser war wegen seiner Antipathie gegenüber George nicht zu der Feier eingeladen und verbrachte den Abend in einem Casino – er ist spielsüchtig und verschuldet. Zudem saß noch Ruth Lessing am Tisch, Georges persönliche Assistentin.
Exakt ein Jahr nach Rosemarys Tod will George den Fall aufklären, indem er den Abend im Nachtlokal exakt nachstellen lässt. Er engagiert sogar eine Darstellerin, die Rosemary ähnlich sieht und sie ersetzen soll. Man stößt wieder mit Champagner an, und nach dem ersten Schluck ist es diesmal George, der tot umfällt. Reece und Kendall finden letztendlich heraus, das zwei Gläser vertauscht wurden und eigentlich Iris das Ziel des zweiten Mordanschlags war.
Iris fühlt sich durch einen Mann, der vor ihrem Haus wartet, bedroht, und da sie Fizz nicht erreichen kann, flieht sie zu Mark – nicht wissend, dass sie damit ihrem Feind in die Arme läuft: Mark wollte, aus Missgunst auf seine wohlhabenden Cousinen, diese ermorden lassen, sodass seiner Mutter Lucilla deren Erbe zufallen würde und er von seinen Spielschulden befreit wäre. Als „Werkzeug“ verwendete er Ruth Lessing, die er mit falschen Versprechungen und Liebesschwüren dazu brachte, das Gift in den Champagner zu geben.
Inzwischen sind Reece und Kendall aber Mark auf die Spur gekommen, auch durch Überwachungskameras mit Gesichtserkennung vor dem Casino und rund um das Nachtlokal. Und so kann Iris aus Marks Wohnung in letzter Minute gerettet und Mark festgenommen werden.

## Produktion
Agatha Christie: Blausäure ist eine Produktion von Company Pictures und Chorion. Der Film wurde am 5. Oktober 2003 auf dem britischen Fernsehsender ITV ausgestrahlt, in Deutschland erschien er 2020 bei Pidax Film auf DVD und lief ab 2021 auf One.

## Rezeption
In Rezensionen wird der Film durchschnittlich bis negativ bewertet. Dabei werden zum Beispiel die im Vergleich zum Roman flacheren Charaktere sowie nicht aufgelöste Nebenhandlungen kritisiert. Auch wird problematisiert, dass der Einsatz von Hacking und Überwachungstechnik unrealistisch ist und die ethische Fragwürdigkeit von deren Einsatz keine Rolle spielt.

## Synchronisation
Die deutsche Fassung stammt von LAB SIX sound & media solutions, Buch und Dialogregie von Antonio Fernandes Lopes.
| Rolle                  | Darsteller         | Synchronsprecher        |
| ---------------------- | ------------------ | ----------------------- |
| Dr. Catherine Kendall  | Pauline Collins    | Sabine Unger            |
| Colonel Geoffrey Reece | Oliver Ford Davies | Stefan Eichberg         |
| George Barton          | Kenneth Cranham    | Reinhold Weiser         |
| Mark Drake             | Jonathan Firth     | Stefan Müller-Doriat    |
| Lucilla Drake          | Susan Hampshire    | Christine Werner        |
| Alexandra Farraday     | Clare Holman       | Diana Gantner           |
| Stephen Farraday       | James Wilby        | Andreas Entner          |
| Ruth Lessing           | Lia Williams       | Jenny Laura Bischoff    |
| Rosemary Barton        | Rachel Shelley     | Christina Rieth         |
| Andy Hoffmann          | Dominic Cooper     | Antonio Fernandes Lopes |
| Carl „Fizz“ Fitzgerald | Justin Pierre      | Christopher Kussin      |
| Henry Barlow           | Roger Frost        | Nils Brück              |
| Iris Marle             | Chloe Howman       | Angelika Osusko         |